# Open communie
Een open communie is de manier waarop door vrij-Katholieken, een theosofisch kerkgenootschap, wordt gecommuniceerd tijdens religieuze diensten. Er wordt geen voorwaarde gesteld om aan de communie deel te nemen, behalve respect voor het altaar.